# Yonger & Bresson
Yonger & Bresson est une marque horlogère française créée à Paris en 1975, installée à Morteau dans le Doubs depuis 1990.
Elle appartient à la société Montres Ambre.

## Historique
Créée en 1975 par les frères Louzon dans le quartier du Marais à Paris, la marque Yonger & Bresson était à l'origine une simple marque distributeur proposant des montres à bas prix montées à partir de mouvements fabriqués en URSS puis en Chine.
Depuis son rachat par le groupe français Ambre en 1990, Yonger & Bresson est progressivement montée en gamme et propose désormais des montres automatiques et à quartz de précision  fabriquées à Morteau à partir de mouvements originaux créés en France spécialement pour la marque.

## Mouvement Ambre
La société Montres Ambre, propriétaire de la marque, a décidé de lui donner un nouvel essor avec la création de ce mouvement Maison.
Yonger & Bresson dévoile à l’occasion de Baselworld 2011 un premier mouvement Maison entièrement conçu, élaboré et assemblé à Morteau, dans le Doubs. 
Décliné en trois versions l’année de son lancement, il équipe une nouvelle collection de six lignes dont chacune porte le nom d’un château de France. 